# Ciao caro/Sei prigioniero come me
Ciao caro/Sei prigioniero come me è un singolo della cantante italiana Annarita Spinaci pubblicato dalla casa discografica Philips nel 1967.

## Descrizione
Il brano Ciao caro è la versione italiana del brano So What's new ed stato cantato da Annarita Spinaci nel film Quando dico che ti amo del 1967.

## Tracce
1. Ciao caro (Di Dainelli, John Pisano e Peggy Lee
2. Sei prigioniero come me (Di Herbert Pagani e Parosandi